# Lycorea tristis
Lycorea tristis är en fjärilsart som beskrevs av Gustav Weymer 1884. Lycorea tristis ingår i släktet Lycorea och familjen praktfjärilar. Inga underarter finns listade i Catalogue of Life.